# Фракційний аналіз

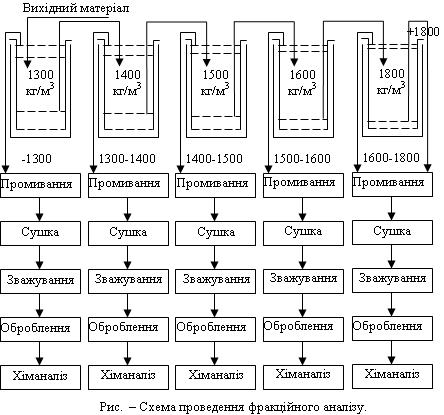

Фракційний аналіз (рос. фракционный анализ, англ. fractional analysis, нім. Fraktionsanalyse,  Wichteanalyse) — дослідження фракційного складу корисних копалин шляхом послідовного розділення матеріалу на фракції різної густини, магнітної сприйнятливості, провідності тощо.

## Призначення та проведення
Фракційний аналіз (Ф.а.) проводять при розробці технол. схеми гравітаційного збагачення вугілля, вольфрамових, рідкіснометалічних, олов'яних руд. Ф.а. здійснюють за стандартною методикою, якою зумовлені кількість та густина розчинів рідини, порядок вилучення спливаючих та осілих продуктів, визначення їх виходу (у % відносно маси вихідної проби). Для Ф.а. пробу крупністю -25 мм розділяють на класи крупності. Класи до +3 мм розділяють на фракції у важких середовищах (рідинах) або розбирають вручну і потім визначають густину кожного шматка з точністю до 0,1-0,02 г/см3. Класи -3 мм +20 мкм розподіляють на фракції за густиною у важких рідинах із застосуванням центрифуги. Як важкі рідини використовують розчини хлориду цинку, рідину Сущина-Рорбаха, бромоформ, тетраброметан і інш. Результати розділення вугілля або руди по фракціях служать еталоном для порівняння пром. проб гравітаційного збагачення.
Результати Ф.а. використовують для побудови кривих збагачуваності корисних копалин, визначення теоретично можливих якісно-кількісних показників гравітаційного збагачення корисних копалин, а також визначення категорії збагачуваності вугілля.